# عنکبوت‌های گردن‌دراز
عنکبوت‌های گردن‌دراز (نام علمی: Mecysmaucheniidae) نام یک تیره از راسته عنکبوت است.